# Chase This Light
Chase This Light è il sesto album discografico in studio del gruppo musicale alternative rock statunitense Jimmy Eat World, pubblicato nell'ottobre 2007.

## Tracce
1. Big Casino – 3:40
2. Let It Happen – 3:25
3. Always Be – 3:04
4. Carry You – 4:22
5. Electable (Give It Up) – 2:56
6. Gotta Be Somebody's Blues – 4:46
7. Feeling Lucky – 2:32
8. Here It Goes – 3:26
9. Chase This Light – 3:29
10. Firefight – 3:53
11. Dizzy – 4:56

## Formazione
Gruppo
- Jim Adkins - voce, chitarra
- Tom Linton - chitarra, cori
- Rick Burch - basso, cori
- Zach Lind - batteria, percussioni